# Domenico Piemontesi

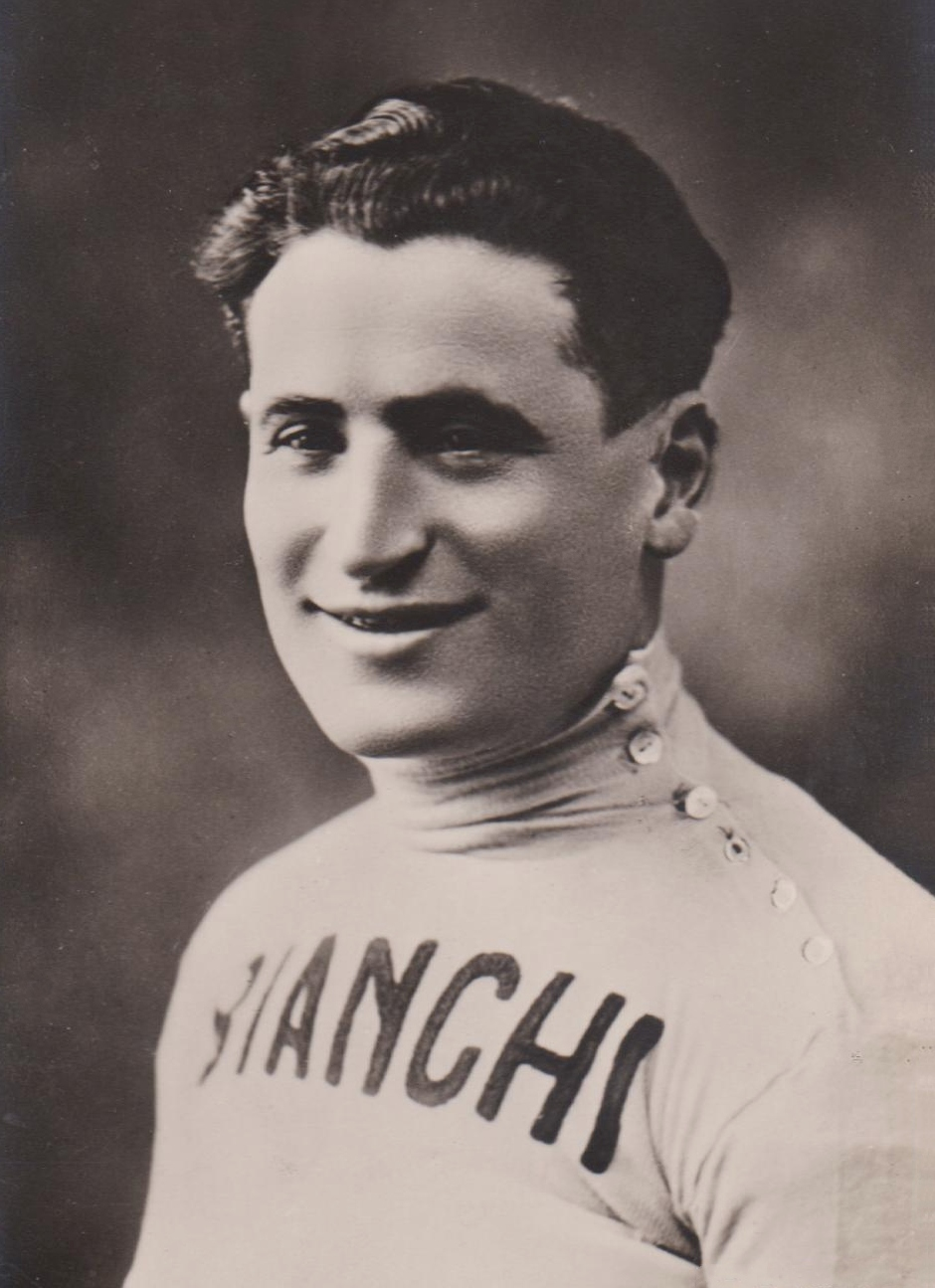
Domenico Piemontesi al 1932

Domenico Piemontesi (Boca, província de Novara, 11 de gener de 1903 - 1 de juny de 1987) va ser un ciclista italià, anomenat el Ciclone di Borgomanero. Fou professional entre 1925 i 1938.
Va obtenir la medalla de bronze en el primer Campionat del Món de ciclisme disputat a Nürburgring el 1927. En el seu palmarès també figuren una medalla d'argent i una de bronze guanyades al Campionat d'Itàlia de 1927 i 1929.
A les clàssiques destaca la victòria a la Volta a Llombardia de 1933, a banda d'un segon lloc el 1932 i un tercer el 1934. El 1925 fou segon a la Milà-Torí i el 1927, tercer a la Milà-Sanremo. També guanyà el Giro dell'Emilia i el Circuit de les Tres Valls Varesines. Va disputar dotze edicions del Giro d'Itàlia, guanyà onze etapes i fou segon el 1929 i tercer el 1933.
Després de retirar-se del ciclisme professional passà a exercir tasques de director esportiu, dirigint altres grans ciclistes com Pasquale Fornara i Gastone Nencini.

## Palmarès
- 1922
  - 1r de la Torí-Saint Vincent
  - 1r de la Torí-Varallo
  - 1r del Circuit de les Tres Valls Varesines
- 1925
  - 1r del Trofeo Morgnani-Ridolfi
  - 1r de la Copa Giubileo
- 1926
  - 1r de la Copa del Piemont
  - Vencedor de 2 etapes al Giro d'Itàlia
- 1927
  - 1r del Giro dell'Emilia
  - 1r de la Milà-Mòdena
  - Vencedor d'una etapa al Giro d'Itàlia
- 1928
  - 1r de la Volta a Colònia
  - 1r de la Volta a Saxònia
  - Vencedor de 5 etapes al Giro d'Itàlia
- 1929
  - 1r del Critèrium dels Asos de Ginebra
  - 1r al Premi Dupré-Lapize (amb Alfredo Binda)
  - Vencedor d'una etapa al Giro d'Itàlia
- 1930
  - 1r del Critèrium dels Asos de Milà
  - Vencedor d'una etapa al Giro d'Itàlia
- 1932
  - 1r del Circuit de les Tres Valls Varesines
  - 1r del Trofeu Morgnani-Ridolfi
  - Vencedor de 2 etapes de la Volta a Catalunya i 2n de la general
- 1933
  - 1r a la Volta a Llombardia
  - 1r del Critèrium dels Asos de Zuric
  - 1r del Critèrium dels Asos de Brèscia
- 1934
  - 1r al Giro de la província de Milà, amb Learco Guerra
  - 1r del Circuit de les Nacions
  - 1r del Circuit de Varese
  - 1r del Circuit Emilià
  - Vencedor d'una etapa de la Volta a Suïssa
- 1935
  - Vencedor d'una etapa al Giro d'Itàlia

### Resultats al Giro d'Itàlia
- 1926. Abandona. Vencedor de 2 etapes
- 1927. Abandona. Vencedor d'una etapa
- 1928. 20è de la classificació general i vencedor de 5 etapes
- 1929. 2n de la classificació general i vencedor d'una etapa
- 1930. 11è de la classificació general i vencedor d'una etapa
- 1933. 3r de la classificació general
- 1934. 7è de la classificació general
- 1935. Abandona. Vencedor d'una etapa
- 1936. 6è de la classificació general

### Resultats al Tour de França
- 1930. No surt (10a etapa)
- 1933. Eliminat (9a etapa)